# New Italo Disco
New Italo Disco – składanka muzyczna wydana w 2007 r. zawierająca największe przeboje muzyki popularnej.

## Lista utworów
1. Tropic - JuŻ Lato Jest
2. Millennium - Day After Day
3. Lucy Toy - Lucky
4. El-tone Feat. Pamela - Colour Of My Life
5. Phil Burns - Break Down The Wall
6. Cascada - Miracle 2007
7. Deep.spirit Feat. Kathy - No Cover Song
8. Bum - KanikuŁy
9. N-euro - Lover On The Line
10. Barcera - Secret Of Love
11. Akira - Wanna Be With You
12. Dancefire - Star
13. Distant Soundz Vs. Scott & Leon - Reminicin
14. Central Seven - If I Were You
15. Baby Alice - Mr.dj
16. Luchetta & Dante - Viaggio Al Centro Del Mondo
17. Stars n stripes - Self Esteem
18. Medittrranean Djs Feat. D.meo - Tienini Stretto
19. Fabrizio E Marco - Call It Love
20. Ozi Meets Tom Mountain - Dreams